# هواسونغ
هواسونغ هي مدينة في كوريا الجنوبية، ومدينة، تتبع مقاطعة غيونغي، بلغ عدد سكانها 655,350 نسمة في 2016، تبلغ مساحتها 688 كيلومتر مربع.

## مدن توأم
المدن التوأم:
- مقاطعة ووجيانغ [الإنجليزية]‏
- سوجو.

## أعلام
- هونغ تشول
- تشا بوم كون
- جين يون